# Verrucaria onegensis
Verrucaria onegensis är en lavart som beskrevs av Vain. Verrucaria onegensis ingår i släktet Verrucaria och familjen Verrucariaceae.   Inga underarter finns listade i Catalogue of Life.